# Boroudjerd
Boroudjerd (en lori : Burujird, ou Burugerd; en persan : بروجرد / Borujerd) est une ville de la province du Lorestan dans l'ouest de l'Iran. La ville avait une population estimée à 230 000 habitants en 2005. Boroudjerd se situe environ à 1 500 mètres d'altitude.
Boroudjerd et la région environnante est truffée de ruines qui n'ont pas encore été examinées par les archéologues.

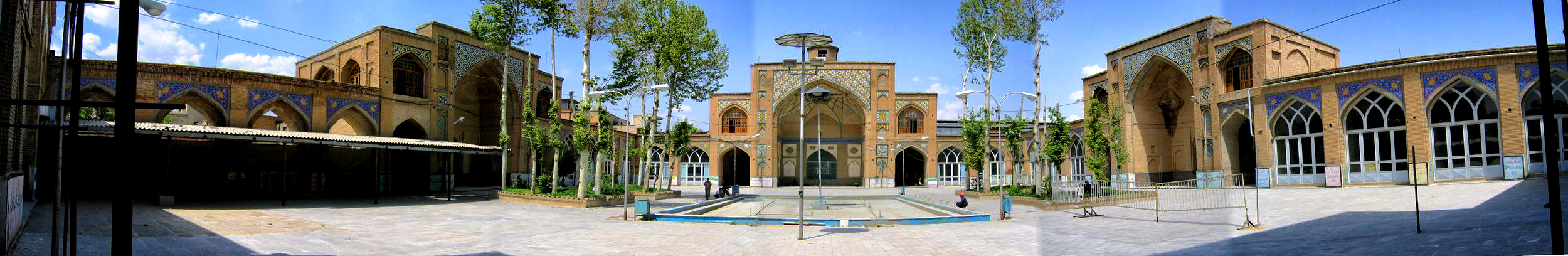
Mosquée Soltani de Boroudjerd

## Démographie
| 1986    | 1991    | 1996    | 2006    | 2009    |
| ------- | ------- | ------- | ------- | ------- |
| 183 879 | 201 016 | 217 804 | 227 547 | 230 295 |

## Personnalités liées
- Mostafa Abdollahi (1955-2015), réalisateur et acteur.
- Mehrdad Avesta (1930-1991), poète, est né à Boroudjerd.
- Djalal Abdoh (1909-1996), diplomate et homme politique.
- Zahra Rahnavard, universitaire, artiste
- Iraj Rad, acteur
- Mohammad Hanif, romancier
- Saman Salur, monteur et réalisateur